# Bay City, Michigan
Bay City este o localitate, municipalitate și sediul comitatului omonim, Bay, statul Michigan, Statele Unite ale Americii.
Bay City este localizat aproape de golful Saginaw, Lacul Huron. Populația estimată în 2006 era de 34.499 locuitori. Orașul este divizat din punct de vedere geografic de râul Saginaw.

## Personalități născute aici
- Rick Steiner (n. 1961), wrestler;
- Scott Steiner (n. 1962), wrestler, fratele lui Rick.
- Madonna (n. 1958)

1. ↑   https://www.baycitymi.gov/Directory.aspx?EID=46, accesat în 24 ianuarie 2025 Lipsește sau este vid: |title= (ajutor)
2. ↑  Recensământul Statelor Unite ale Americii din 2010, accesat în 9 iulie 2020